# Xu Jiayu
Xu Jiayu (em chinês:  徐嘉余; Wenzhou, 19 de agosto de 1995) é um nadador chinês, medalhista olímpico.

## Carreira

### Rio 2016
Xu competiu nos Jogos Olímpicos de 2016 conquistando a medalha de prata nos 100 metros costas.